# Зикеев, Виктор Сергеевич
Виктор Сергеевич Зикеев (1 октября 1921, Тосно — 5 февраля 1987, Пенза) — генерал-майор Советской Армии, участник Великой Отечественной войны, Герой Советского Союза (1945).

## Биография
Виктор Зикеев родился 1 октября 1921 года в посёлке Тосно (ныне — Ленинградская область). Окончил десять классов школы и артиллерийскую спецшколу. В 1939 году Зикеев был призван на службу в Рабоче-крестьянскую Красную Армию. В 1941 году он окончил Ленинградское артиллерийское училище. С июня того же года — на фронтах Великой Отечественной войны. К январю 1945 года капитан Виктор Зикеев командовал батареей 504-го пушечного артиллерийского полка 200-й лёгкой артиллерийской бригады 4-й танковой армии 1-го Украинского фронта. Отличился во время освобождения Польши.

Памятник на могиле генерала Зикеева на Новозападном кладбище Пензы

26 января 1945 года Зикеев одним из первых переправился через Одер в районе Кёбена (ныне — Хобеня) и огнём своей батареи поддержал стрелковые части, захватывавшие плацдарм на западном берегу реки. 3-4 февраля батарея Зикеев активно участвовала в отражении немецких контратак в районе населённого пункта Раудтен (ныне — Рудна к северо-западу от Сцинавы), уничтожив 2 тяжёлых танка, 1 орудие, 3 бронетранспортёра противника.
Указом Президиума Верховного Совета СССР от 10 апреля 1945 года капитан Виктор Зикеев был удостоен высокого звания Героя Советского Союза с вручением ордена Ленина и медали «Золотая Звезда».
После окончания войны Зикеев продолжил службу в Советской Армии. В 1958 году он окончил Военную академию имени Фрунзе, в 1962 и 1972 годах — Высшие академические курсы при Военной артиллерийской академии.
С 1972 по 1978 годы служил в должности начальника Пензенского высшего артиллерийского инженерного училища имени Главного маршала артиллерии Н. Н. Воронова. С этой должности ушёл в отставку (его преемником стал В. И. Зайцев).
Проживал в Пензе.
Участник двух Парадов Победы – 24 июня 1945 и 9 мая 1985 года.
Скончался 5 февраля 1987 года.
Похоронен на Новозападном кладбище г. Пензы.
Был также награждён орденом Красного Знамени, двумя орденами Отечественной войны 1-й степени, орденом Отечественной войны 2-й степени, двумя орденами Красной Звезды, орденом «За службу Родине в ВС СССР» 3-й степени, рядом медалей, иностранными наградами.